# Centre franco-ontarien de ressources pédagogiques
Fondé en 1974 et constitué par lettres patentes deux ans plus tard, le Centre franco-ontarien de ressources pédagogiques (CFORP) est un organisme au service du développement et de l'épanouissement de l'éducation en langue française.

## Activités
Son premier mandat était d'assurer la reproduction et la distribution des ressources élaborées par les enseignantes et les enseignants pour combler un manque en ressources pédagogiques dans les écoles de langue française de l'Ontario. Gisèle Lalonde en fut la première directrice générale, assistée d'une équipe de cinq personnes logée dans une simple salle de classe.
Le CFORP devient, au fil des ans, un centre multiservices en éducation qui offre une brochette de services diversifiés.
- Développement et Édition (maison d'édition)
- Formation professionnelle
- Production multimédia
- Programmation
- Imprimerie
- Librairie du Centre

Il assure la publication de manuels scolaires et de diverses ressources pédagogiques en plus de voir à la réalisation de projets, programmes, ententes, partenariats, produits et services, destinés à soutenir les écoles, les conseils scolaires et différents organismes dans leurs efforts d'amélioration de la qualité de l'éducation en langue française.

## Organisation

### Conseil d'administration
Le conseil d'administration du CFORP est composé de 21 membres :
- De directrices et directeurs de l'éducation des 12 conseils scolaires de langue française de l'Ontario;
- De deux membres du Regroupement national des directions générales de l'éducation (RNDGÉ) représentant les conseils scolaires de langue française de l'ouest et du nord du Canada;
- De deux membres du Regroupement national des directions générales de l'éducation (RNDGÉ) représentant les conseils scolaires de langue française de la région de l'Atlantique;
- De la direction générale de l'Association des enseignantes et des enseignants franco-ontariens (AEFO);
- De la présidence de l'Association des gestionnaires de l'éducation franco-ontarienne (AGEFO);
- De la direction générale de l'Association des directions et directions adjointes des écoles franco-ontariennes;
- D'un membre d'office du ministère de l'Éducation de l'Ontario (en l'occurrence la personne à la direction de la Direction des politiques et programmes d'éducation en langue française);
- De la direction générale du CFORP.

### Direction générale
Gilles Leroux a été le directeur général et le secrétaire-trésorier du CFORP. Il est titulaire d'un baccalauréat spécialisé en comptabilité de l'Université d'Ottawa et détient le titre de CMA (comptable en management accrédité). Employé du CFORP depuis 1987, monsieur Leroux en fut le directeur général adjoint de 1994 à 2008.
Le directeur actuel est Claude Deschamps.

## Vision
Vision 2012 : Le CFORP est l'entreprise multiservices de choix en éducation qui favorise l'épanouissement et le dynamisme de la francophonie canadienne.

## Localisation
En 2002, le CFORP emménage dans ses propres locaux sur la rue Donald, à Ottawa. Un édifice moderne de trois étages équipé d'appareils à la fine pointe de la technologie, qui abrite tous ses services, y compris sa propre imprimerie.
En 2009, le CFORP élargit son manda et sert de plus en plus l'ensemble de la francophonie canadienne.
La Librairie du Centre a été fondée en 1992. Elle est la propriété du CFORP. Tous les profits des ventes à la librairie sont réinvestis par le CFORP dans la production de nouvelles ressources pédagogiques pour les écoles de langue française. On y trouve : 
- les titres des Éditions CFORP;
- des jeux éducatifs;
- des magazines et des cartes de souhaits;
- des disques compacts et des DVD;
- des ressources pour le TBI (tableau blanc interactif);
- en plus du Fonds littéraire des éditeurs canadiens-français.

## Sources et liens
- Collectif. Tout un parcours!, Ottawa, Éditions CFORP, 1999, 139 p.

```
(
ISBN
 
2-89442-844-8
)
```

- Site web du CFORP
- Rapport annuel du CFORP 2010-2011